# Marele Premiu al Braziliei din 2019
Marele Premiu al Braziliei din 2019 (cunoscut oficial ca Formula 1 Heineken Grande Prêmio Do Brasil 2019) a fost o cursă auto de Formula 1 ce s-a desfășurat pe 17 noiembrie 2019 pe Circuitul Interlagos din São Paulo, Brazilia. Cursa a fost cea de-a douăzecea etapă a Campionatului Mondial de Formula 1 din 2019, fiind pentru a patruzeci și șaptea oară când s-a desfășurat o etapă de Formula 1 în Brazilia. Max Verstappen a ieșit câștigătorul cursei.

## Pneuri

### Pneurile programate de Pirelli pentru cursă
| Numele compusului | Culoare | Culoare | Condițiile meteo | Aderență | Durabilitate |
| ----------------- | ------- | ------- | ---------------- | -------- | ------------ |
| Dur C1            | H       |         | Uscat            | Mică     | Mare         |
| Mediu C2          | M       |         | Uscat            | Medie    | Medie        |
| Moale C3          | S       |         | Uscat            | Mare     | Mică         |
| Intermediar       | I       |         | Ploaie ușoară    |          |              |
| Ploaie            | W       |         | Ploaie           |          |              |

### Cele mai folosite pneuri
| Numele compusului | Culoare | Culoare | Numărul de tururi | Condițiile meteo |
| ----------------- | ------- | ------- | ----------------- | ---------------- |
| Mediu C2          | M       |         | 42 (Sainz Jr.)    | Uscat            |
| Moale C3          | S       |         | 32 (Ricciardo)    | Uscat            |
| Dur C1            | H       |         | 26 (Norris)       | Uscat            |

## Calificări
Calificările au avut loc pe 16 noiembrie 2019, începând cu ora locală 15:00 (UTC-3), ora 20:00 EET.
| Poz.                  | Nr. | Pilot              | Constructor               | Timpi calificări | Timpi calificări | Timpi calificări | Grila finală |
| Poz.                  | Nr. | Pilot              | Constructor               | Q1               | Q2               | Q3               | Grila finală |
| --------------------- | --- | ------------------ | ------------------------- | ---------------- | ---------------- | ---------------- | ------------ |
| 1                     | 33  | Max Verstappen     | Red Bull Racing-Honda     | 1:08,242         | 1:07,503         | 1:07,508         | 1            |
| 2                     | 5   | Sebastian Vettel   | Ferrari                   | 1:08,556         | 1:08,050         | 1:07,631         | 2            |
| 3                     | 44  | Lewis Hamilton     | Mercedes                  | 1:08,614         | 1:08,088         | 1:07,699         | 3            |
| 4                     | 16  | Charles Leclerc    | Ferrari                   | 1:08,496         | 1:07,888         | 1:07,728         | 14           |
| 5                     | 77  | Valtteri Bottas    | Mercedes                  | 1:08,545         | 1:08,232         | 1:07,874         | 4            |
| 6                     | 23  | Alexander Albon    | Red Bull Racing-Honda     | 1:08,503         | 1:08,117         | 1:07,935         | 5            |
| 7                     | 10  | Pierre Gasly       | Scuderia Toro Rosso-Honda | 1:08,909         | 1:08,770         | 1:08,837         | 6            |
| 8                     | 8   | Romain Grosjean    | Haas-Ferrari              | 1:09,197         | 1:08,705         | 1:08,854         | 7            |
| 9                     | 7   | Kimi Räikkönen     | Alfa Romeo Racing-Ferrari | 1:09,276         | 1:08,858         | 1:08,984         | 8            |
| 10                    | 20  | Kevin Magnussen    | Haas-Ferrari              | 1:08,875         | 1:08,803         | 1:09,037         | 9            |
| 11                    | 4   | Lando Norris       | McLaren-Renault           | 1:08,891         | 1:08,868         | N/A              | 10           |
| 12                    | 3   | Daniel Ricciardo   | Renault                   | 1:09,086         | 1:08,903         | N/A              | 11           |
| 13                    | 99  | Antonio Giovinazzi | Alfa Romeo Racing-Ferrari | 1:09,175         | 1:08,919         | N/A              | 12           |
| 14                    | 27  | Nico Hülkenberg    | Renault                   | 1:09,050         | 1:08,921         | N/A              | 13           |
| 15                    | 11  | Sergio Pérez       | Racing Point-BWT Mercedes | 1:09,288         | 1:09,035         | N/A              | 15           |
| 16                    | 26  | Daniil Kveat       | Scuderia Toro Rosso-Honda | 1:09,320         | N/A              | N/A              | 16           |
| 17                    | 18  | Lance Stroll       | Racing Point-BWT Mercedes | 1:09,536         | N/A              | N/A              | 17           |
| 18                    | 63  | George Russell     | Williams-Mercedes         | 1:10,126         | N/A              | N/A              | 18           |
| 19                    | 88  | Robert Kubica      | Williams-Mercedes         | 1:10,614         | N/A              | N/A              | 19           |
| Regula 107%: 1:13,018 |     |                    |                           |                  |                  |                  |              |
| —                     | 55  | Carlos Sainz Jr.   | McLaren-Renault           | Fără timp        | N/A              | N/A              | 20           |
| Sursa:                |     |                    |                           |                  |                  |                  |              |

Note

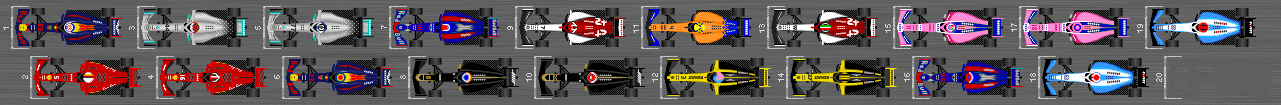
Grila de start.

- ^1 – Leclerc a fost penalizat cu 10 locuri pe grila de start pentru utilizarea unui element adițional a unității de putere.
- ^2 – Sainz Jr. trebuie să pornească din spatele grilei de start datorită utilizării unor elemente adiționale ale unității de putere.

## Cursa
Cursa a avut loc tot pe 17 noiembrie 2019, începând cu ora locală 14:00 (UTC-3), ora 19:00 EET, și a durat 71 de tururi.
| Poz.                                             | Nr. | Pilot              | Constructor               | Tururi | Timp/Retras | Puncte |
| ------------------------------------------------ | --- | ------------------ | ------------------------- | ------ | ----------- | ------ |
| 1                                                | 33  | Max Verstappen     | Red Bull Racing-Honda     | 71     | 1:33:14,678 | 25     |
| 2                                                | 10  | Pierre Gasly       | Scuderia Toro Rosso-Honda | 71     | +6,077s     | 18     |
| 3                                                | 55  | Carlos Sainz Jr.   | McLaren-Renault           | 71     | +8,896s     | 15     |
| 4                                                | 7   | Kimi Räikkönen     | Alfa Romeo Racing-Ferrari | 71     | +9,452s     | 12     |
| 5                                                | 99  | Antonio Giovinazzi | Alfa Romeo Racing-Ferrari | 71     | +10,201s    | 10     |
| 6                                                | 3   | Daniel Ricciardo   | Renault                   | 71     | +10,541s    | 8      |
| 7                                                | 44  | Lewis Hamilton     | Mercedes                  | 71     | +11,139s    | 6      |
| 8                                                | 4   | Lando Norris       | McLaren-Renault           | 71     | +11,204s    | 4      |
| 9                                                | 11  | Sergio Pérez       | Racing Point-BWT Mercedes | 71     | +11,529s    | 2      |
| 10                                               | 26  | Daniil Kveat       | Scuderia Toro Rosso-Honda | 71     | +11,931s    | 1      |
| 11                                               | 20  | Kevin Magnussen    | Haas-Ferrari              | 71     | +12,732s    |        |
| 12                                               | 63  | George Russell     | Williams-Mercedes         | 71     | +13,599s    |        |
| 13                                               | 8   | Romain Grosjean    | Haas-Ferrari              | 71     | +14,247s    |        |
| 14                                               | 23  | Alexander Albon    | Red Bull Racing-Honda     | 71     | +14,927s    |        |
| 15                                               | 27  | Nico Hülkenberg    | Renault                   | 71     | +18,059s    |        |
| 16                                               | 88  | Robert Kubica      | Williams-Mercedes         | 70     | +1 tur      |        |
| 17                                               | 5   | Sebastian Vettel   | Ferrari                   | 65     | Accident    |        |
| 18                                               | 16  | Charles Leclerc    | Ferrari                   | 65     | Accident    |        |
| 19                                               | 18  | Lance Stroll       | Racing Point-BWT Mercedes | 65     | Suspensie   |        |
| Ab                                               | 77  | Valtteri Bottas    | Mercedes                  | 51     | Abandon     |        |
| Valtteri Bottas (Mercedes) – 1:10,698 (turul 43) |     |                    |                           |        |             |        |
| Sursa:                                           |     |                    |                           |        |             |        |

| Loc    | 1  | 2  | 3  | 4  | 5  | 6 | 7 | 8 | 9 | 10 | CMRT |
| Puncte | 25 | 18 | 15 | 12 | 10 | 8 | 6 | 4 | 2 | 1  | 1    |

Note

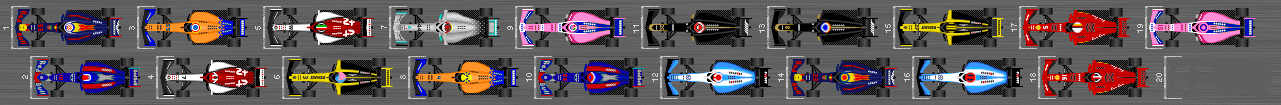
Clasamentul final.

- ^3 – Lewis Hamilton a terminat inițial cursa pe locul 3, dar a primit o penalizare de 5 secunde pentru cauzarea unei coliziuni.
- ^4 – Hülkenberg a primit o penalizare de 5 secunde după terminarea cursei pentru depășirea sub regim de Safety car.
- ^5 – Sebastian Vettel, Charles Leclerc și Lance Stroll au fost clasați întrucât au parcurs mai mult de 90% din distanța cursei.

## Clasamentele campionatelor după cursă
|  | Poz. | Pilot            | Puncte |
|  | ---- | ---------------- | ------ |
|  | 1    | Lewis Hamilton   | 387    |
|  | 2    | Valtteri Bottas  | 314    |
|  | 3    | Max Verstappen   | 260    |
|  | 4    | Charles Leclerc  | 249    |
|  | 5    | Sebastian Vettel | 230    |

|  | Poz. | Constructor           | Puncte |
|  | ---- | --------------------- | ------ |
|  | 1    | Mercedes              | 701    |
|  | 2    | Ferrari               | 479    |
|  | 3    | Red Bull Racing-Honda | 391    |
|  | 4    | McLaren-Renault       | 140    |
|  | 5    | Renault               | 91     |

- Notă: În ambele clasamente sunt prezentate doar primele cinci locuri.